# Geocritica
La geocritica è un metodo di analisi letteraria e assieme una teoria della letteratura che si concentra sullo studio dello spazio geografico. Come riferimento a una vera e propria disciplina, il termine francese "géocritique" ha cominciato a diffondersi in seguito agli studi di Bertrand Westphal e al lavoro di ricerca da lui diretto all'università di Limoges e svolto da un'équipe interdisciplinare di letterati, urbanisti, geografi e sociologi. 
Possono essere definite geocritiche anche analisi letterarie precedenti e che non si dicevano esplicitamente tali. Uno dei punti cardine del procedimento geocritico risiede nell'accento posto sull'interdisciplinarità per affrontare e cercare di sciogliere il complesso gioco di relazioni che unisce il dato letterario al mondo in cui è prodotto. Il privilegio accordato alla prospettiva spaziale rispetto a quella temporale, più consueta nella critica novecentesca, è da intendere come uno strumento per interpretare la letteratura in quanto fenomeno strettamente connesso con il reale.